# Estefânia de Quinzanis
Estefânia de Quinzanis foi uma beata, virgem, estigmática e irmã da Ordem Terceira de São Domingos que se dedicou assiduamente à contemplação da Paixão do Senhor e à formação cristã de meninas.

## Vida e obras
Estefânia nasceu em 1457, em Brescia, na Itália, filha de Lorenzo de Quinzanis e sua esposa, que eram piedosos, mas pobres.. Seu pai se tornou membro da Ordem terceira de São Domingos quando Estefânia era muito pequena. Enquanto o acompanhava na visitas ao mosteiro na cidade vizinha de Soncino, ela se encontrou com o frade estigmático Beato Mateus Carrieri, O.P., que a instruiu no catecismo. Carrieri lhe disse que ela seria sua herdeira espiritual, uma afirmação que ela não conseguiu entender por muitos anos. Ela começou a receber visões de santos dominicanos a partir dos sete anos, idade que ela fez os votos religiosos de pobreza, castidade e obediência, e ganhou um anel como símbolo de seu casamento com Cristo Carrieri morreu quando Estefânia tinha 14 anos; pouco depois surgiu numa visão de Estefânia, e ela recebeu os estigmas.
Estefânia então começou a trabalhar como serva para viver, mas continuou sua formação na Ordem terceira e, aos quinze, fez sua profissão no priorado dominicano de Soncino. Sua devoção aos pobres e doentes a levou a fundar a comunidade das Irmãs da Ordem terceira ali, servindo como primeira prioresa.
Seus conselhos eram procurados por muitos, inclusive pela Santa Angela Merici, fundadora das ursulinas, e também o Beato Agostinho Fangi, O.P., assim como sua irmão terceira e mística, a Beata Osana de Mântua.. Ela participou de diversos estágios da Paixão de Cristo, o que foi testemunhado por 21 testemunhas em 1497 num depoimento ainda existente. Fontes afirmam que embora Estefânia fosse "feia", ela tinha um cabelo magnífico e, irritada com esta única beleza, o arrancou pelas raízes
Estefânia tinha um devoção particularmente intensa por São Tomás de Aquino. E, para superar a tentação de pensamentos contra a pureza, ele uma vez se atirou sobre um monte de espinhos para imitar o Doctor Angelicus. Exaurida por esta penitência, ela rezou para São Tomás e, de acordo com a lenda, foi amarrada por anjos com uma corda, que eles amarraram tão forte à volta de sua cintura que ela gritou de dor.
Embora Estefânia não tenha tido nenhum treinamento formal em teologia, conseguia discutir teologia mística em níveis muito profundos. É considerada, por isso, a padroeira dos teólogos. Dizia-se que era capaz de ler os corações e mentes das pessoas à sua volta e que tinha o dom da profecia e da cura. Viveu em um jejum quase contínuo e acertou a previsão da data de sua própria morte, que ocorreu de causas naturais em 2 de janeiro de 1530, dizendo:
| “ | In manus tuas Domine, commendo spiritum meum! ("Em tuas mãos ó Senhor, entrego o meu espírito!") | ” |

Foi beatificada pelo Papa Bento XIV em 14 de dezembro de 1740.